# Sansac-Veinazès
Sansac-Veinazès – miejscowość i gmina we Francji, w regionie Owernia-Rodan-Alpy, w departamencie Cantal.
Według danych na rok 1990 gminę zamieszkiwały 202 osoby, a gęstość zaludnienia wynosiła 16 osób/km² (wśród 1310 gmin Owernii Sansac-Veinazès plasuje się na 648 miejscu pod względem liczby ludności, natomiast pod względem powierzchni na miejscu 711).